# اینگرید نیل
اینگرید نیل (زادهٔ ۱۶ ژوئن ۱۹۹۸) یک بازیکن تنیس حرفه‌ای آمریکایی-استونیایی است. او در بخش دو نفره تخصص دارد و تاکنون چهار عنوان قهرمانی در تور دبلیو تی ای و سه عنوان در مسابقات WTA 125 کسب کرده است. همچنین، او دو عنوان انفرادی و سیزده عنوان دو نفره در تور جهانی تنیس زنان آی‌تی‌اف به دست آورده است. در تاریخ ۲۹ ژانویه ۲۰۲۴، او به بهترین رتبه دوران حرفه‌ای خود یعنی شماره ۳۳ در رتبه‌بندی WTA بخش دو نفره رسید.

## زندگی شخصی
مادربزرگ او استونیایی‌تبار است و در طول جنگ جهانی دوم از سارما به ایالات متحده مهاجرت کرده است.
در سال ۲۰۱۷، سایت tennisrecruiting.net اینگرید نیل را به‌عنوان نفر اول در بین دانشجویان ورودی جدید تنیس در ایالات متحده معرفی کرد. او در دانشگاه فلوریدا تحصیل کرد. نیل به‌عنوان تنها دانشجوی سال اول در تیم تنیس زنان گیترز، موفق شد در دیدار نهایی مسابقات ملی داخل سالن در برابر تنیس زنانه تار هیلز کارولینای شمالی و همچنین در فینال مسابقات ملی NCAA در مقابل استنفورد، پیروزی تیم را تضمین کند.

## دوران حرفه‌ای

### ۲۰۱۵: نخستین حضور در رقابت‌های بزرگ
اینگرید نیل با قهرمانی در مسابقات دونفره نوجوانان ایالات متحده در سال ۲۰۱۵، از سوی اتحادیه تنیس ایالات متحده یک وایلد کارت برای حضور در جدول دونفره اوپن آمریکا دریافت کرد. او همراه با ترنادو آلیشیا بلک در دور نخست پیروز شدند. با این حال، به دلیل مقررات آن زمان در خصوص حفظ شرایط حضور در رقابت‌های تنیس دانشگاهی، اجازه دریافت جایزه مالی این رقابت را نداشتند.